# Falsobrium annulicorne
Falsobrium annulicorne là một loài bọ cánh cứng trong họ Cerambycidae.